# Thomas Beecham
Sir Thomas Beecham (St Helens, Nagy Britannia 1879. április 29. – London,  1961. március 8.) angol karmester, impresszárió, a 20. század első felében az angol zenei élet egyik legmeghatározóbb szereplője. Számos szimfonikus zenekar alapítója, opera társulatok támogatója, a BBC szerint az első nemzetközi hírű, világszerte koncertező brit karmester.
Családja anyagi hátterét bevonva támogat opera bemutatókat a Covent Garden-ben. Beecham által Angliában bemutatott operák egész sora közül Richard Strauss: Elektra, Salome, A rózsalovag, valamint Frederick Delius operái.
Első általa alapított zenekara mutatja be Londonban Szergej Gyagilev Orosz balettjével Stravinsky Petruskáját. 1928-30 között a BBC Szimfonikus Zenekar felállítását kezdeményezi, majd elfordul az alapítói feladatoktól. 1932-ben megalapítja a világszintű Londoni Filharmonikus Zenekart. Az 1940-es években a New York-i Metropolitan vezető karmestere, 1946-ban újabb zenekart alapít, a Royal Filharmonikus Zenekart, és ezt is világhírűvé teszi, vezeti 1961-ben bekövetkezett haláláig.

## Élete
Beecham a cégalapító nagyapának köszönhetően vagyonos családba született az angliai St Helens városában. A szigetország lakóit megsegítő pirulákat előállító gyár bővülése után 1897-ben a család Liverpool-ba költözött. Beecham apai tanácsra az oxfordi Wadham College-ba iratkozik, majd egyetemi tanulmányait félbehagyva tovább folytatta zongora tanulmányait, szólista pályája egy kéz sérülése miatt lehetetlenné válik. Zeneszerzést tanul, tanárai Frederic Austin (Liverpool), Charles Wood (London) és Moritz Moszkowski (Párizs) voltak.
Karmesterként Beecham autodidakta volt, első zenekarát, egy ad hoc együttest 1899-ben vezényelte, majd 1902-ben egy opera társulattal köt szerződést egy turnéra, zeneszerző tevékenységét abbahagyja és 1906-ban egy Londonban formálódó zenekarral köt új szerződést, majd kezdeti karmester próbálkozása után saját zenekart alapít.

### Kezdeti sikerek
1909-ben megalakította első saját együttesét, a Beecham Symphony Orchestra-t, egy szinte csak fiatal zenészekből álló zenekart. 1910-től, immár apai támogatás mellett hol impresszáriója, hol karmestere a Covent Garden és az Őfelsége Színházában tartott opera előadásoknak, melyeken Bruno Walter és Percy Pitt volt az asszisztense. Az első évadban 34 operát adtak elő, ezek között volt Richard Strauss két új operája, az Elektra és a Salome, valamint a Offenbach Hoffmann meséi és J. Strauss: A denevér.
Beecham az angol közönség által ismeretlen darabok előadását támogatta, részben kortárs műveket, ill. addig a szigetországba el nem jutott operákat.
1911-ben és 1912-ben Szergej Gyagilev Orosz balettje a Beecham Symphony Orchestra-val mutatja be Stravinsky Petruskáját a Covent Garden-ben majd a berlini Krolloper-ben is, a zenekart Beecham és Pierre Monteux vezényelte.
Az 1913-as évadban R. Strauss: Rózsalovagját mutatják be a Covent Garden-ben és a Drury Lane ad otthont Muszorgszkij Borisz Godunov, a Hovanscsina, és Rimszkij-Korszakov Rettegett Iván premierjéhez, a szólisták között volt Fjodor Saljapin is. 15 balett bemutatót tartanak Nyizsinszkij és Tamara Karszavina szerepléseivel, és csak hat héttel a párizsi bemutató után tartották Stravinsky Tavaszi áldozat (Le sacre du printemps) londoni bemutatóját.

### Első világháború
Beecham törekedett az angliai zenei élet megsegítésére, vezényelt, anyagilag támogatta a Hallé Orchestra–t, a Londoni Szimfonikus Zenekart, és a Royal Philharmonic Society–t. 1915-ben megalakította saját opera társulatát a Beecham Opera Company-t. Apja 1917-ben bekövetkezett halála után örökölte a lovagi címet, és a család vagyona felett rendelkezett.

### Covent Garden befektetés
Még 1914-ben, apai beleegyezéssel nagyszabású ingatlan vállalkozásba bonyolódott, a Covent Gardenhez tartozó ingatlanok megvásárlásával. A The Times az egyik legnagyobb ingatlan ügyletnek minősítette, mely Beecham és testvére számára hosszú pereskedés után óriási veszteséggel zárult, az ingatlanokra bejegyzett jelzálog megszüntetésére hatalmas összeget fordítottak. Az ügy lezárulásával a Covent Garden ingatlan vagyon és az örökölt gyár közös céggé olvadt, melyben a meghatározó rész Thomas Beecham tulajdonába került.

### Londoni Filharmonikus Zenekar
Hosszabb kihagyás után 1923-ban fordul újból a zenei élet felé. Londonban 1923. április 23-án a Royal Albert Hall zenekarából és a Londoni Szimfonikus Zenekarból felállt közös együttessel mutatja be Richard Strauss Hősi élet-ét. A 20-as évek vége felé egy állandó rádiózenekart próbál a BBC-vel létrehozni, de az egyeztetések Beecham számára eredménytelenek voltak. Így 1932-ben a fiatal Malcolm Sargent-tel közösen megalakítja a Londoni Filharmonikus Zenekart, melyet már a Queen’s Hallban 1932. október 7-én adott bemutatkozó koncert után a kritikusok világszintűnek tartottak. Az elkövetkező nyolc évben az LPO pusztán csak a Royal Philharmonic Society számára majdnem száz koncertet adott a Queen’s Hall-ban, valamint több mint 300 lemezt készített.
Beecham elég ellentmondásos turnéra vitte a Londoni Filharmonikus Zenekart (LPO) 1936-ban, Valószínűleg joggal Kifogásolták, hogy náci propaganda célokra felhasználhatják koncertjeit, Beecham eleget tett a németek elvárásainak, nem játszotta Mendelssohn Skót szimfóniáját, a berlini koncerten pedig Hitler is jelen volt.

### II. világháború
1940-ben Ausztráliába utazik, majd Észak-Amerikába, elvállalja a Seattle Symphony Orchestra zenei igazgatói posztját, majd 1942-ben a New Yor-i Metropolitan vezető karmestere lesz korábbi asszisztense, Bruno Walter mellett, de mindezek mellett még 18 amerikai zenekar vendég karmestere is.
Miután 1944-ben visszatért Angliába, együttműködése az immár önmagát fenntartó, önálló Londoni Filharmonikus Zenekarral Beecham számára nem volt elfogadható. Egy újabb zenekart alapított, a Royal Filharmonikus Zenekart.

### Royal Filharmonikus Zenekar

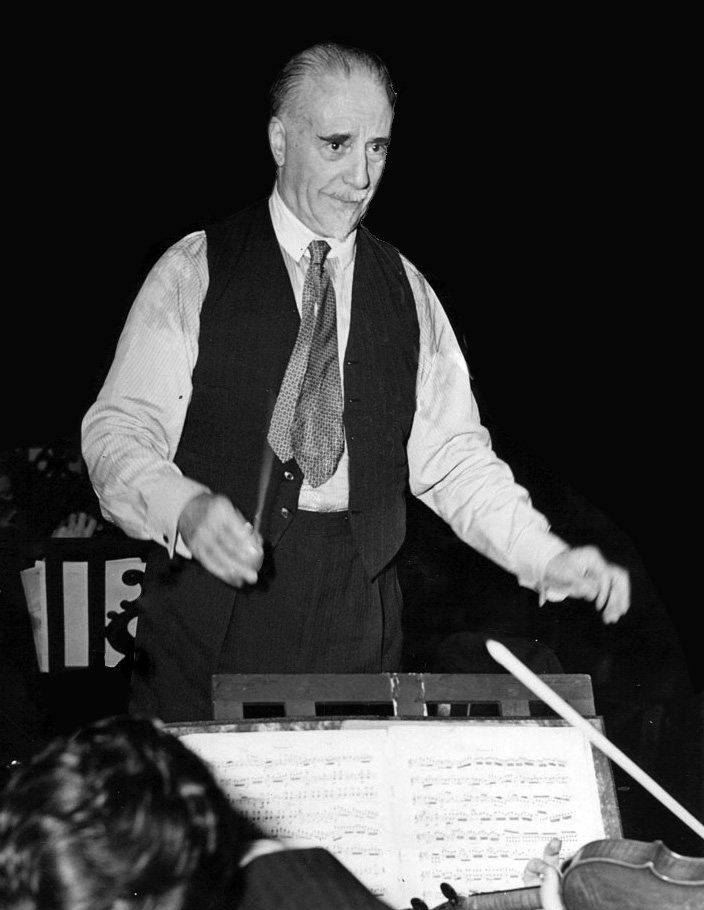
Sir Thomas Beecham 1948-ban

A londoni bemutatkozó koncert 1946-ban nagy sikerrel zajlott, Beccham új zenekara megkapta az LPO és a Royal Philharmonic Society között kötött korábbi szerződéseket, jelentős gondot okozva ezzel korábbi zenekarának. Új együttese felvehette a „Royal” címet, majd ez az újonnan alapított Beecham zenekar is világ szintre emelkedett. Kortársai sajátos humorral Pillharmonic zenekarnak nevezték zenekarait, utalva a pirulákat gyártó, zenekarok alapítását részben megsegítő családi vállalkozásra.
Az RPO-val amerikai turnéra vállalkozik 1950–ben. De 1958-ban fellép vendég karmesterként is Dél-Amerikában, a Buenos Aires-i Teatro Colónban, 1959-ben vezényel Pittsburgh-ben, San Franciscóban, Seattle-ben, Chicagóban és Washingtonban.
Utolsó koncertjét 1960. május 7-én az angliai Portsmouth-ban adja saját zenekarával a Royal Filharmonikus Zenekarral.
1961. március 8-án 81 éves korában halt meg.

## Repertoárja
Beecham repertoárja széles körébe Haydn, Schubert, Mozart kompozíciói tartoztak, de Beecham mutatta be Handel 18. század óta nem játszott Solomon oratóriumát is. Repertoár darabjai közé tartoztak Sibelius és az angol zeneszerző Delius művei, a késő romantikus zeneszerzők Wagner, R. Strauss színpadi és szimfonikus művei és a francia szerzők közül Debussy, Charpentier, Delibes, Duparc, Grétry, Lalo, Lully, Offenbach, Saint-Saëns kompozíciói.

## Lemezei
Az angol zeneszerző Richard Arnell szerint Beecham jobban szeretett lemezeket készíteni, mint koncertezni: „Ahogy Beecham említette, a közönség a zenélés útjában áll”. Már az 1910-es évektől kezdett lemezfelvételeket készíteni, amikor a technikai körülmények még olyan kezdetlegesek voltak, hogy a hangfelvevő gramofon kürtjét egészen az egyes hangszerek közelébe kellett helyezni. Első ismert felvételét a HMV lemeztársasággal készítette 1915-ben, ezen Offenbach Hoffmann meséi és Johann Strauss A denevér hallható.
Beechamről és mondásairól számos anekdota kering, az egyik szerint:
“There are two golden rules for an orchestra: start together and finish together. The public doesn't give a damn what goes on in between.”
“Egy zenekar számára két aranyszabály van, egyszerre kezdeni és együtt befejezni a darabot, ami közte van az a közönséget egyáltalán nem érdekli.”

## Könyvei
- Thomas Beecham:  John Fletcher (The Romanes Lecture for 1956). Oxford: Clarendon Press (1956). OCLC 315928398
- Thomas Beecham:  A Mingled Chime – Leaves from an Autobiography. London: Hutchinson (1959). OCLC 3672200
- Thomas Beecham:  Frederick Delius. London: Hutchinson (1959). OCLC 730041374

## Külső hivatkozások
- Sir Thomas Beecham az Allmusic honlapján
- The Sir Thomas Beecham Society
- Beecham Opera Comique Tour 1910–1911

## Fordítás
- Ez a szócikk részben vagy egészben  a   Thomas Beecham  című angol Wikipédia-szócikk ezen változatának fordításán alapul.  Az eredeti cikk szerkesztőit annak laptörténete sorolja fel. Ez a jelzés csupán a megfogalmazás eredetét és a szerzői jogokat jelzi, nem szolgál a cikkben szereplő információk forrásmegjelöléseként.